# Acton (Massachusetts)
Acton város az USA Massachusetts államában, Middlesex megyében. Lakosainak száma 24 021 fő (2020. április 1.).

## Népesség
A település népességének változása:

| 2010 | 21 924 |
| 2020 | 24 021 |